# Kim Sang-kju
Kim Sang-kju (korejsky 김 상규; * 20. května 1960) je bývalý jihokorejský zápasník, reprezentant v zápase řecko-římském. V roce 1984 na olympijských hrách v Los Angeles vybojoval v kategorii do 82 kg osmé místo, v roce 1988 na hrách v Soulu ve stejné kategorii bronzovou medaili. V roce 1986 zvítězil na Asijských hrách, v roce 1989 na mistrovství Asie. V roce 1987 obsadil jedenácté místo na mistrovství světa.